# 巫术III：利加敏的遗产
《巫术III：利加敏的遗产》是一款由Sir-Tech制作和发行的电子角色扮演游戏。本游戏为巫术系列的第3作，游戏最初于1983年发行。
利加敏城受到自然力量的威胁。地震和火山的传言危及每个人。只有找到L'Kbreth龙才能保全城市。
1982年Softline称赞了《利加敏》，并提到其中地牢的感觉是一个活生生的实体。